# Вовчанський м'ясокомбінат
ТОВ «Вовча́нський м'ясокомбіна́т» — підприємство харчової промисловості. Розташовано у місті Вовчанськ Харківської області. Входить до складу групи компаній «Арго Трейд».
Сьогодні завод випускає ковбасні вироби широкого асортименту: варені ковбаси, сосиски, сардельки, напівкопчені ковбаси, варено-копчені ковбаси, ліверні, кров'яні ковбаси, сирокопчені та сиров'ялені ковбаси, копчено-запечені, варено-копчені, сирокопчені вироби та напівфабрикати.

## Історія
У Вовчанську м'ясна промисловість з'явилася у 1892 році з відкриттям купцем Ейсманом бойні та ковбасної фабрики. Вони розташовувалися на околиці міста, в районі сучасної вулиці Першого травня. На 1899 рік у ковбасному виробництві акціонерної компанії «Зейфорд» працювало 33 майстри та 16 робітників, а продукція експортувалася до Західної Європи.
У 1911 році на новій околиці міста почала працювати міська бойня. У 1926 році відбулося об'єднання усіх боєнь птахокомбінату, холодильників та ковбасної фабрики. Тоді різко зросло виробництво продукції.
В часи другої світової війни підприємство не працювало. Відновило свою діяльність у 1943 році після того, як радянські війська зайняли Харківщину.
Зі здобуттям Україною Незалежності у 1991 році і до 2002 року підприємство практично не працювало. У серпні 2002 року підприємство відновило випуск продукції. У 2002 році за 102 дні був проведений ремонт та реконструкція м'ясокомбінату. Була проведена реконструкція та модернізація м'ясо-жирового корпусу, який складається з забійного цеху, шкірозасолочної ділянки, субпродуктової та жирової ділянки. Потужність корпусу зросла до 25 тон м'яса на добу.
У 2005 році почала працювати перша черга цеха сирокопчених і сиров'ялених ковбас площею 2 880 м² та потужністю 4,3 тони готової продукції щоденно.
У 2008 році була збудована друга черга цеха сирокопчених і сиров'ялених ковбас площею 2 300 м² та потужністю 6 тони готової продукції щоденно. Після чого завод став найбільшим в Україні виробником цього типу продукції.